# Steven Rosefielde
Steven R. Rosefielde (nascido em 1942) é professor de sistemas econômicos comparativos na Universidade da Carolina do Norte em Chapel Hill.  Ele também é membro da Academia Russa de Ciências Naturais.

## Trabalhos selecionados
- Steven Rosefielde; Jonathan Leightner (19 de setembro de 2017). China's Market Communism: Challenges, Dilemmas, Solutions. [S.l.]: Taylor & Francis. ISBN 978-1138125230
- Russia since 1980: Wrestling with Westernization, com Stefan Hedlund, Cambridge University Press, 2009
- Red Holocaust, Routledge, 2009
- Economic Welfare and the Economics of Soviet Socialism: Essays in Honor of Abram Bergson, Cambridge University Press, 2008
- The Russian Economy: From Lenin to Putin, Wiley-Blackwell, 2007
- Masters of Illusion: American Leadership In The Media Age, Cambridge University Press, 2006
- Comparative Economic Systems: Culture, Wealth, and Power in the 21st Century, Wiley-Blackwell, 2002, 2005, 2008
- Russia in the 21st Century: The Prodigal Superpower, Cambridge University Press, 2004
- Premature Deaths: Russia's Radical Economic Transition in Soviet Perspective,  Europe-Asia Studies (2001). 53 (8): 1159–1176. doi:10.1080/09668130120093174.
- Efficiency and Russia's Economic Recovery Potential to the Year 2000 and Beyond, ed., Ashgate Publishing, 1998
- Documented Homicides and Excess Deaths: New Insights into the Scale of Killing in the USSR during the 1930s. (PDF file) Communist and Post-Communist Studies, Vol. 30, No. 3, pp. 321–333. University of California, 1997.
- False Science: Underestimating the Soviet Arms Buildup. An Appraisal of the CIA's Direct Costing Effort, 1960–1985, 1988
- World Communism at the Crossroads: Military Ascendancy, Political Economy, and Human Welfare, 1980
- Soviet International Trade in Heckscher-Ohlin Perspective: An Input-Output Study, 1973